# 285 (szám)
A 285 (kétszáznyolcvanöt) a 284 és 286 között található természetes szám.

## A matematikában
- Piramisszám
- Harshad-szám
- Szfenikus szám